# 天才無限家
是一部於2015年上映的英國劇情傳記電影，改編自由罗伯特·卡尼格尔所著的1991年同名書籍。戴夫·帕托飾演一位數學家斯里尼瓦瑟·拉馬努金，而傑瑞米·艾恩斯則詮釋他的導師G·H·哈代。

## 劇情
電影敘述印度數學天才斯里尼瓦瑟·拉馬努金傳奇的一生。拉馬努金（戴夫·帕托飾演）在印度的馬德拉斯成長，於第一次世界大戰期間進入劍橋大學，獲得數學教授G·H·哈代（傑瑞米·艾恩斯飾演）的賞識，兩人互相扶持，在數學界締造許多成就。

## 演員
- 戴夫·帕托 飾演 斯里尼瓦瑟·拉馬努金
- 傑瑞米·艾恩斯 飾演 G·H·哈代
- 杜彌凱·畢思（英语：Devika Bhise） 飾演 賈納姬
- 陶比·瓊斯 飾演 約翰·恩瑟·李特爾伍德
- 史蒂芬·佛萊 飾演 佛朗西斯·史拜因（英语：Francis Spring）
- 傑瑞米·諾森 飾演 伯特蘭·羅素
- 凱文·麥納利（英语：Kevin McNally） 飾演 珀西·亞歷山大·麥克馬洪（英语：Percy Alexander MacMahon）
- 安佐·席倫提（英语：Enzo Cilenti） 飾演 醫生
- 艾瑞達蒂·納格（英语：Arundathi Nag） 飾演 拉馬努金的母親

## 發行

### 評價
根據影評網站爛番茄所收集的112篇評論中，68篇給出了好評，新鮮度61%，平均分為6.1/10。而在Metacritic上，基於26位影評人的評論，其中12篇予以好評，無差評，14篇褒貶不一，得分56。